# 비자유 민주주의
비자유 민주주의(Illiberal democracy) 또는 부분적 민주주의는 형식적으로는 민주주의이지만 실질적으로는 여러 가지 자유가 통제되는 민주주의를 말한다.

## 같이 보기
- 권위주의
- 일당우위제
- 신국민주의
- 정치적 부정부패
- 간접 민주제
- 라시즘
- 부드러운 전제 정치